# Игу
Игу (яп. 伊具郡 Игу-гун) — уезд, расположенный в префектуре Мияги, Япония.
По оценкам на 1 октября 2017 года, численность населения составляет 13 397 человек, площадь 273,3 км², плотность населения 49 человек на один км².
Уезд Игу состоит из одного посёлка.

## Посёлки и сёла
- Марумори

## История
В период Бакумацу (с 1853 по 1869 год) уезд Игу входил в состав провинции Муцу, и находился на территории княжества Сэндай.
- 19 января 1869 года провинция Муцу была разделена, и уезд Игу стал частью провинции Ивасиро (岩代国)
- 12 сентября 1869 года образована префектура Сироиси (白石県)
- 29 декабря 1869 года префектура Сироиси переименована в префектуру Какуда (角田県)
- 7 января 1870 года уезд Игу вместе с уездом Катта вошёл в состав провинции Иваки (磐城国)
- 13 декабря 1871 года, с упразднением системы ханов, уезд Игу присоединён к  префектуре Сэндай (仙台県)
- 16 февраля 1872 года префектура Сэндай переименована в префектуру Мияги
- 22 апреля 1876 года уезд переведён под управление префектуры Ивасаки (磐前県)
- 21 августа 1876 года уезд возвращается под управление префектуры Мияги

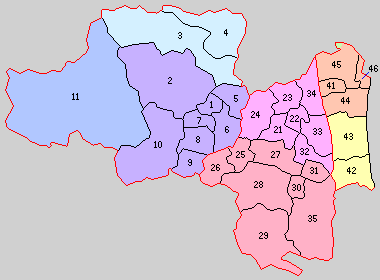
21. Какуда, 22. Сакура, 23. Китаго, 24. Нисинэ, 25. Охари,
26. Коя, 27. Татэяма, 28. Марумори, 29. Хиппо, 30. Канэяма,
31. Косай, 32. Эдано, 33. Фудзио, 34. Хигасинэ, 35. Оути
Розовый — город Какуда, красный — посёлок Марумори
С 1 по 11 — уезд Катта, с 41 по 46 — уезд Ватари

- 1 апреля 1889 года с созданием современной муниципальной системы были образованы посёлок Какуда (角田町) и 14 сёл: Сакура (桜村), Китаго (北郷村), Нисинэ (西根村), Охари (大張村), Коя (耕野村), Татэяма (舘矢間村), Марумори (丸森村), Хиппо (筆甫村), Канэяма (金山村), Косай (小斎村), Эдано (枝野村), Фудзио (藤尾村), Хигасинэ (東根村), Оути (大内村)
- 1 апреля 1894 года были образованы уездные органы управления в посёлке Какуда
- 9 февраля 1897 года село Марумори становится посёлком Марумори (丸森町). Село Канэяма становится посёлком Канэяма (金山町)
- 1 апреля 1923 года уездный совет упразднён, уездная администрация остаётся
- 1 июля 1926 года уездная администрация упразднена
- 1 апреля 1928 года часть села Татэяма присоединена к посёлку Какуда
- По данным на 1935 год площадь уезда Игу составляет 422,83 км², население 54 922 человека (27 416 мужчин, 27 506 женщин)[1]
- 1 октября 1954 года посёлок Какуда и сёла Эдано, Фудзио, Сакура, Хигасинэ, Китаго и Нисинэ слились в посёлок Какуда
- 1 декабря 1954 года посёлки Марумори и Канэяма, сёла Хиппо, Оути, Косай, Татэяма, Охари и Коя  слились в посёлок Марумори
- 1 октября 1958 года посёлок Какуда стал городом Какуда. Соответственно, он вышел из состава уезда